# Таунсенд (Вісконсин)
Таунсенд (англ. Townsend) — місто (англ. town) в США, в окрузі Оконто штату Вісконсин. Населення — 1044 особи (2020).

## Демографія
Згідно з переписом 2010 року, у місті мешкало 979 осіб у 464 домогосподарствах у складі 325 родин. Було 1769 помешкань
Расовий склад населення:
| - 96,8 % — білих - 2,1 % — корінних американців - 0,2 % — азіатів - 0,1 % — чорних або афроамериканців |

До двох чи більше рас належало 0,7 %. Частка іспаномовних становила 0,5 % від усіх жителів.
За віковим діапазоном населення розподілялося таким чином: 11,8 % — особи молодші 18 років, 54,7 % — особи у віці 18—64 років, 33,5 % — особи у віці 65 років та старші. Медіана віку мешканця становила 58,3 року. На 100 осіб жіночої статі у місті припадало 114,7 чоловіків;  на 100 жінок у віці від 18 років та старших — 110,5 чоловіків також старших 18 років.
Середній дохід на одне домашнє господарство  становив 58 666 доларів США (медіана — 54 444), а середній дохід на одну сім'ю — 68 003 долари (медіана — 61 250). Медіана доходів становила 48 125 доларів для чоловіків та 36 563 долари для жінок. За межею бідності перебувало 7,6 % осіб, у тому числі 0,0 % дітей у віці до 18 років та 5,3 % осіб у віці 65 років та старших.
Цивільне працевлаштоване населення становило 358 осіб. Основні галузі зайнятості: освіта, охорона здоров'я та соціальна допомога — 22,9 %, роздрібна торгівля — 22,6 %, мистецтво, розваги та відпочинок — 16,5 %.